# Hierasykaminos
Hierasykaminos (z greckiego) – miasto znajdujące się w starożytności w środkowym biegu Nilu, nieco powyżej I katarakty. Jeszcze w II wieku n.e. Hierasykaminos było stolicą rzymskiej prowincji Dodecaschoenus. Stopniowo jego znaczenie malało. Obecnie ruiny zalane wodami Jeziora Nasera.